# Жумаев, Вепа Жорагулыевич
Вепа Жорагулыевич Жумаев  (туркм. Wepa Joragulyýewiç Jumaýew; род. 18 декабря 2000, Ашхабад) — туркменский футболист, защитник клуба «Витебск» и национальной сборной Туркменистана.

## Карьера

### Начало карьеры
Начинал заниматься футболом в родном городе Ашхабад в возрасте 6 лет. Первыми командами футболиста на юношеском уровне были туркменские «Арвана» и «Бургут». Затем в возрасте 17 лет подписал свой первый профессиональный контракт с клубом «Копетдаг» из Высшей лиги. В 2018 году переехал в Беларусь, поступив в Гомельский государственный технический университет. В университете продолжал тренировки под руководством старшего преподавателя кафедры «Физическое воспитание и спорт» Плешкунова Дмитрия Александровича. В июле 2020 года футболист присоединился к рогачевскому «Днепру», вместе с которым стал выступать во Второй лиге.

### «Локомотив» Гомель
В апреле 2021 года футболист на правах свободного агента присоединился к гомельскому «Локомотиву», подписав контракт до конца сезона. Дебютировал за клуб футболист 18 апреля 2021 года в матче против минского клуба «Крумкачи», выйдя на поле в стартовом составе. В следующем матче 25 апреля 2021 года против дзержинского «Арсенала» футболист отличился дебютным результативным действием, отдав голевую передачу.  Дебютный гол за клуб футболист забил 15 мая 2021 года в матче против «Лиды». На протяжении сезона футболист выступал за клуб в роли одного из ключевых игроков, отличившись забитым голом и 2 результативными передачами. По итогу сезона футболист вместе с клубом завершил чемпионат на итоговом шестом месте.
В начале 2022 года у футболиста, по его словам, было несколько предложений от других клубов, однако в марте того же года продлил контракт с гомельским клубом. Новый сезон футболист начал 10 апреля 2022 года с матча против «Орши», выйдя на поле в стартовом составе. Первым в сезоне забитым голом футболист отличился 17 сентября 2022 года в матче против пинской «Волны». В матче заключительного тура Первой лиги футболист отличился своей первой в сезоне результативной передачей. На протяжении сезона футболист также продолжал выступать в роли одного из ключевых игроков гомельского клуба, отличившись своими единственными забитым голом и результативной передачей.  По итогу сезона футболист завершил чемпионат на итоговом шестом месте. 

### «Энергетик-БГУ»
В декабре 2022 года сообщалось, что к футболисту имеется интерес со стороны некоторых клубов, который также в этот период был замечен на просмотре в мозырской «Славии». В марте 2023 года футболист стал игроком «Энергетика-БГУ». Дебютировал за клуб 19 марта 2023 года в матче против «Слуцка». По итогу своего первого сыгранного за клуб матча попал в символическую сборную тура Высшей лиги. Дебютный гол за клуб забил 27 августа 2023 года в матче против гродненского «Немана». На протяжении сезона футболист был ключевым игроком клуба, отличившись 2 забитыми голами и результативный передачей. Завершил сезон футболист на итоговом предпоследнем месте в чемпионате, отправившись в стыковые матчи за сохранение прописки. По итогу стыковых матчей футболист вместе с клубом уступил «Витебску» и вылетел в Первую лигу. В декабре 2023 года футболист приступил к подготовке к новому сезону с клубом. Также сообщалось, что футболист покидает клуб из-за запрета на легионеров в Первой лиге.

### «Витебск»
В январе 2024 года появилась информация, что футболист близок к переходу в мозырскую «Славию». Вскоре футболист официально стал игроком мозырского клуба. В феврале 2024 года сообщалось, по информации источников, что футболист покинет мозырский клуб и перейдёт в «Витебск», так как главный тренер Иван Биончик остался недоволен этим подписанием из-за имеющейся травмы у защитника. Спустя несколько дней футболист официально стал игроком «Витебска». Дебютировал за клуб футболист 9 марта 2024 года в ответном четвертьфинальном матче Кубка Беларуси против «Ислочи», выйдя на замену на 66 минуте. Первый матч в чемпионате футболист сыграл 30 марта 2024 года против мозырской «Славии», выйдя на поле в стартовом составе. Первым результативным действием за клуб футболист отличился 12 апреля 2024 года в матче против «Слуцка», отдав голевую передачу. Большую часть сезона футболист пропустил из-за травмы, вернувшись в распоряжение клуба лишь в октябре 2024 года. По итогу сезона футболист вместе с клубом завершил чемпионат на итоговом пятом месте.
В январе 2025 года футболист продлил контракт с витебским клубом. Новый сезон за клуб футболист начал 2 марта 2025 года с четвертьфинального матча Кубка Беларуси против «Слуцка-2024», выйдя на поле в стартовом составе. Первый матч в чемпионате футболист сыграл 15 марта 2025 года против борисовского БАТЭ, выйдя на поле в стартовом составе. В полуфинале Кубка Беларуси футболист вместе с клубом по сумме матчей уступил гродненскому «Неману» и завершил своё выступление на турнире.

## Международная карьера
В 2021 году получил приглашение в молодёжную сборную Туркменистана до 23 лет, однако не смог отправиться в её распоряжение, так как истёк срок действия паспорта. Это он обусловил тем, что не мог вернуться в Туркменистан из-за ситуацией с COVID-19. В мае 2022 года снова получил вызов в молодёжную сборную. Дебютировал за сборную футболист 1 июня 2022 года в матче против Узбекистана. Вместе со сборной квалифицировался в финальный этап чемпионата Азии среди молодёжных команд.
В августе 2023 года футболист получил вызов в национальную сборную Туркменистана. Однако затем футболист присоединился к молодёжной сборной, которая принимала участие в квалификациях молодёжного чемпионата Азии. Дебютировал за национальную сборную в товарищеском матче 12 сентября 2023 года против сборной Бахрейна. В ноябре 2023 года футболист снова получил вызов в национальную сборную на квалификационный матч чемпионата мира.
Статистика матчей за сборную
| № | Дата                  | Соперник  | Счёт | Соревнование                             |
| 1 | 12 сентября 2023 года | Бахрейн   | 1:1  | Товарищеский матч                        |
| 2 | 21 ноября 2023 года   | Гонконг   | 2:2  | Отборочный турнир на чемпионат мира 2026 |
| 3 | 14 марта 2024 года    | Казахстан | 0:2  | Товарищеский матч                        |
| 4 | 21 марта 2024 года    | Иран      | 0:5  | Отборочный турнир на чемпионат мира 2026 |
| 5 | 25 марта 2025 года    | Тайвань   | 2:1  | Отборочный турнир на Кубок Азии 2027     |

 Итого по официальным матчам: 5 матчей ; 1 победа, 2 ничьи, 2 поражения.